# Odile van Aanholt
Odile van Aanholt (* 14. Januar 1998 in Willemstad, Curaçao) ist eine niederländische Seglerin.

## Erfolge
Van Aanholt gewann bei den Olympischen Jugend-Sommerspielen 2014 in Nanjing die Silbermedaille in der Klasse Byte CII. Bei den Erwachsenen gelang ihr mit Elise de Ruijter in der Klasse 49erFX jeweils der Titelgewinn bei den Europameisterschaften in Thessaloniki und den Weltmeisterschaften in Wudam Al Sahil im Oman. Danach bildete van Aanholt mit Annette Duetz ein Team und verteidigte mit ihr beide Titel: sowohl die Europameisterschaften in Aarhus als auch die Weltmeisterschaften in St. Margarets Bay gewannen van Aanholt und Duetz. In Den Haag belegten sie bei den Weltmeisterschaften 2023 den zweiten Platz hinter den Schwedinnen Vilma Bobeck und Rebecca Netzler, die sie 2021 noch auf Rang zwei verwiesen hatten. 2024 setzten sich van Aanholt und Duetz wiederum gegen Bobeck und Netzler durch und sicherten sich in Lanzarote ihren dritten Weltmeistertitel.
Bei den Olympischen Spielen 2024 in Paris gingen van Aanholt und Duetz ebenfalls gemeinsam den Start. Sie gewannen zwei der ersten zwölf Wettfahrten und gingen mit sechs Punkten Vorsprung vor Vilma Bobeck und Rebecca Netzler und einem Punkt Rückstand auf die Französinnen Sarah Steyaert und Charline Picon als Zweite ins abschließende Medal Race. Unter den dort startenden zehn Teams belegten sie den dritten Platz, womit Bobecks und Netzlers erster Platz nicht ausreichte, um die beiden Niederländerinnen einzuholen. Van Aanholt und Duetz wurden mit 74 Punkten Olympiasiegerinnen, vor Bobeck und Netzler mit 76 Punkten sowie den drittplatzierten Steyaert und Picon, die aufgrund ihres abschließenden sechsten Platzes auf 79 Gesamtpunkte kamen und auf Rang drei zurückfielen.
Van Aanholts stammt aus einer Segelfamilie. Ihr Vater Cor van Aanholt nahm an den Olympischen Spielen 2000 in Sydney im Laser für die Niederländischen Antillen teil. Ihr Bruder Just gewann eine Bronzemedaille bei den Olympischen Jugend-Sommerspielen 2010 in Singapur. Ihre Schwester Philipine vertrat Curaçao bei den Olympischen Spielen 2012 in London und 2016 in Rio de Janeiro.
Für ihren Olympiasieg erhielt sie im August 2024 das Ritterkreuz des Ordens von Oranien-Nassau.